# Melrand
Melrand é uma comuna francesa na região administrativa da Bretanha, no departamento Morbihan. Estende-se por uma área de 40,62 km². Em 2010 a comuna tinha 1 550 habitantes (densidade: 38,2 hab./km²).